# Plan Bonito
Plan Bonito är en ort i Mexiko.   Den ligger i kommunen Cosamaloapan de Carpio och delstaten Veracruz, i den sydöstra delen av landet, 400 km öster om huvudstaden Mexico City. Plan Bonito ligger 16 meter över havet och antalet invånare är 346.
Terrängen runt Plan Bonito är mycket platt. Runt Plan Bonito är det ganska tätbefolkat, med 65 invånare per kvadratkilometer. Närmaste större samhälle är Cosamaloapan de Carpio, 18,8 km nordost om Plan Bonito. Trakten runt Plan Bonito består till största delen av jordbruksmark.